# ГОР (БПЛА)
«ГОР» — беспилотный летательный аппарат, входящий в состав комплекса "ГОР" от Airlogix. Он был разработан после начала полномасштабного вторжения России в Украину и предназначен для проведения наблюдений и корректировки огня в реальном времени. Этот аппарат обладает высокоэффективным средством связи (AES256), позволяющим работать на расстоянии до 40 км в условиях радиоэлектронной борьбы. Камерная система аппарата оснащена оптическим увеличением до 40x для дневной камеры и до 8x для ночной, обеспечивая разрешение Full HD.

### Основные особенности системы
Эта система передачи данных включает основной и резервный каналы. Основной канал имеет пропускную способность 700 МГц, а резервный - 80 МГц. Оба канала используют защиту от радиоэлектронных помех с помощью протокола ППРЧ.
Если основной канал связи подвергается подавлению, система автоматически переключается на резервный канал передачи данных. Оператор в таком случае может немедленно выводить Беспилотный Летательный Аппарат (БпЛА) из зоны действия средств радиоэлектронной борьбы.
Кроме возможности управления самолётом, запасной канал связи используется для дополнительного получения координат БпЛА.

### Полезная нагрузка
БпЛА "ГОР", в зависимости от запросов конечных пользователей и задач, которые планируются быть выполнены этим БпЛА, может быть оборудован различными камерными системами. Это может быть как электрооптическая и инфракрасная система в одном корпусе, так и только электрооптическая система.

### Наземная станция управления
Наземная станция комплекса представляет собой специальное устройство, разработанное для удобного управления камерой и беспилотным летательным аппаратом (БпЛА) во время его полета.
Основные компоненты этой станции включают два ноутбука - один для управления камерой, другой для управления БпЛА, катапульту для запуска, а также антенну с коммуникационным оборудованием для поддержания связи.

### Дополнительная информация
Вооружённые силы Украины выдали разрешение на эксплуатацию данного комплекса, который был законтрактован на неизвестное количество единиц в 2023 году. 